# Juršinci
Juršinci este o localitate din comuna Juršinci, Slovenia, cu o populație de 325 de locuitori.